# 圣莫尼卡码头

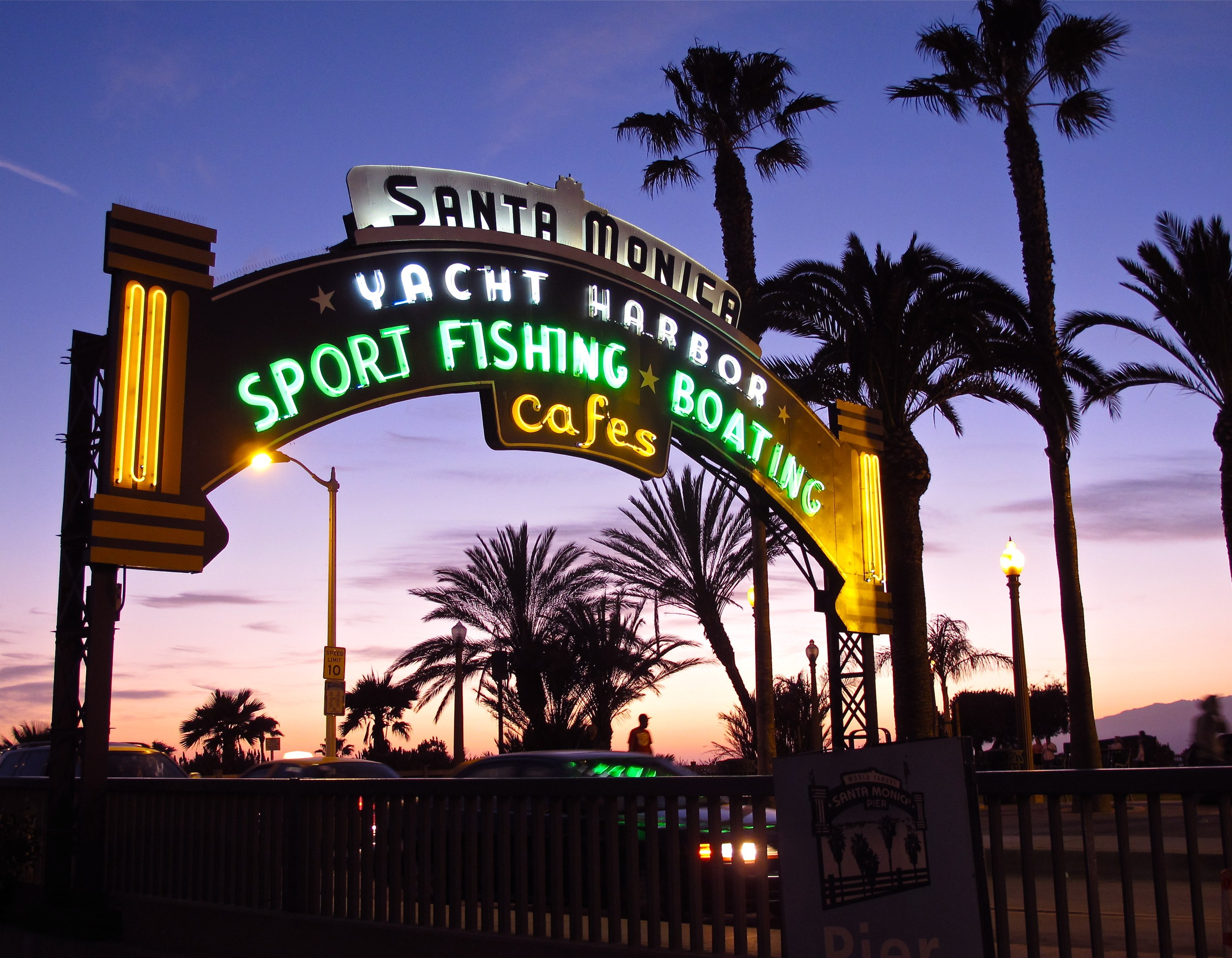
圣莫尼卡码头

圣莫尼卡码头是位于美国加利福尼亚州圣莫尼卡的一座码头。这里有一个游乐园、小卖部以及钓鱼区。 圣莫尼卡曾码头于1909年9月9日對外开放。 碼頭附近的游乐园于1916年建造。 